# Tórsvøllur
Tórsvøllur é um estádio de futebol localizado na cidade de Tórshavn, nas Ilhas Faroé. O estádio tem capacidade para 6 500 pessoas e foi construído em 1999 para tornar-se o estádio oficial da Seleção Feroesa de Futebol e ter a disputa de partidas internacionais.